# Pisachoides primitiva
Pisachoides primitiva är en insektsart som först beskrevs av William Lucas Distant 1908.  Pisachoides primitiva ingår i släktet Pisachoides och familjen dvärgstritar. Inga underarter finns listade i Catalogue of Life.